# أرض بلا شعب لشعب بلا أرض

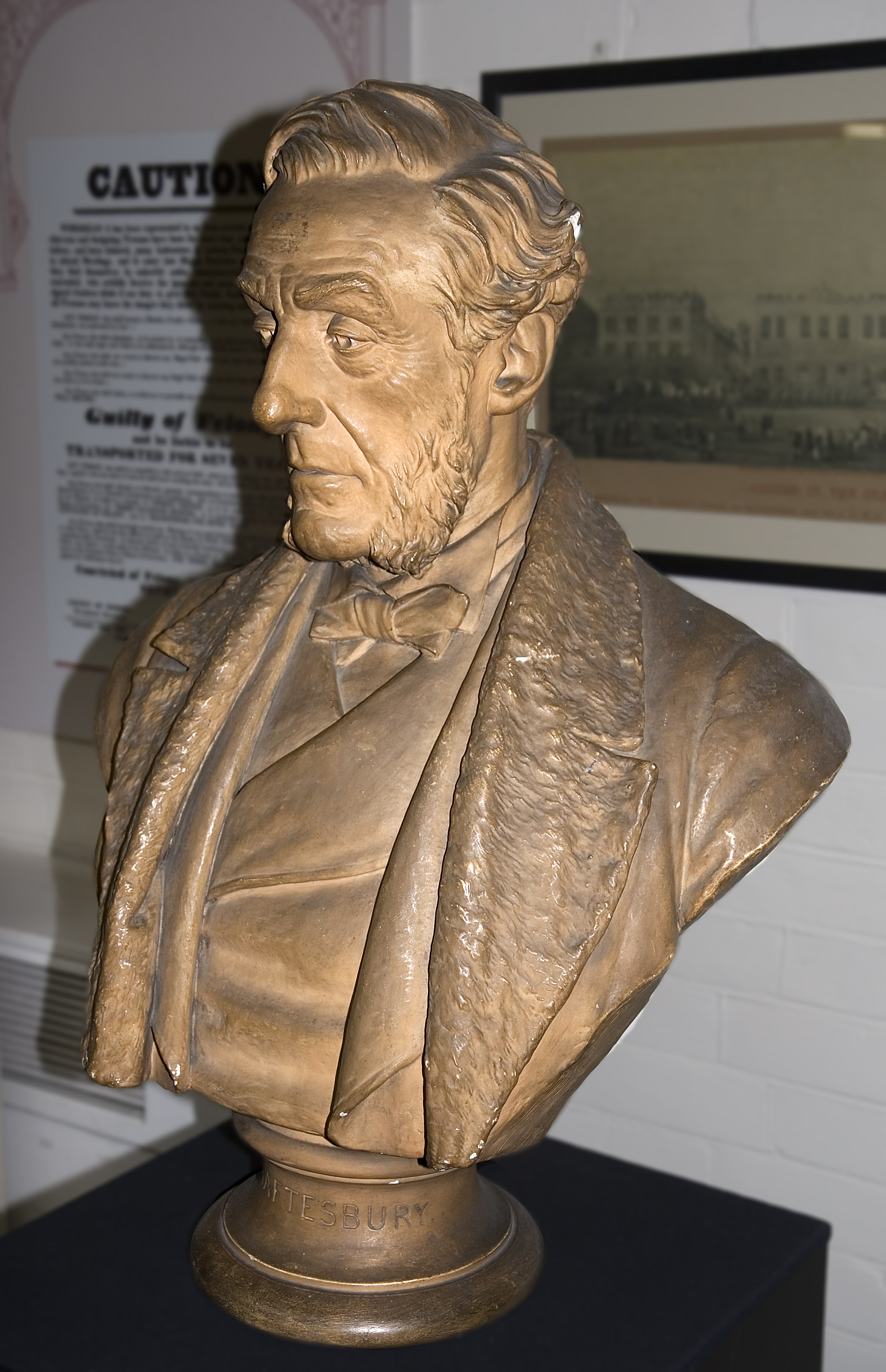

أرض بلا شعب لشعب بلا أرض هي فكرة قام بالترويج لها زعماء الحركة الصهيونية مثل إسرائيل زانجويل وثيودور هيرتزل نتج عنها إحدى أعظم الكوارث الإنسانية التي حدثت في القرن العشرين ألا وهو ترحيل الفلسطينيين.
يقصد بهذا الشعار أن هناك (أرض بلا شعب) وهي أرض فلسطين  يجب أن تعطى إلى (شعب بلا أرض) وهم اليهود.
مما يجدر ذكره أن هذا الإدعاء له شقان، الأول هو أرض بلا شعب، وهو الجزء الكاذب من الإدعاء أو الشعار، والشق الثاني هو (شعب بلا أرض) وهذا الجزء من الشعار أو الإدعاء غير صادق أيضًا، لان اليهود لم يكونوا في يوم شعبًا، بل هم اشخاص اتبعوا الدين اليهودي ولا يجمعهم الا الدين فقط، بينما الشعب فلا بد من توافر صفات عامة له كوحدة اللغة والمصير والإقامة على ارض تحت سلطة واحدة وهذا غير متوافر عند اتباع الديانة اليهودية، لذلك يبقى هذا الشعار كاذبا في شقيه وغير صحيح البتة.
ويجدر أيضًا بالذكر بأن اليهود هم من اصل أوروبي ويعيشون في أوروبا ولكن على خلاف ما جرى في اتفاقية سايكس بيكو وسان ريمو فكان نتيجة هذه الاتفاقيات بأن تقوم الدولة المنتدبة على فلسطين وهي المملكة المتحدة بتنفيذ وعد بلفور وزير الخارجية البريطاني (1917م)، بإعطاء (ارض بلا شعب الي شعب بلا ارض) وهذا ادعاء كاذب قاله وزير الخارجية البريطاني وقال أيضاً بأنه ينظر بعين الشفقة علي اليهود وسوف يساعدهم بتمليكهم ارض فلسطين إليهم لأنشاء وطن قومي يهودي في فلسطين.